# Kremlin Cup 2013
Kremlin Cup 2013 byl společný tenisový turnaj mužského okruhu ATP World Tour a ženského okruhu WTA Tour, hraný na krytých dvorcích s tvrdým povrchem Olympijského stadionu. Konal se mezi 12. až 22. říjnem 2013 v ruském hlavním městě Moskvě jako 24. ročník turnaje.
Mužská polovina se řadila do čtvrté nejvyšší kategorie okruhu ATP World Tour 250 a její dotace činila 823 550 dolarů. Ženská část měla rozpočet 795 000 dolarů a byla součástí kategorie WTA Premier.

## Distribuce bodů a finančních odměn

### Distribuce bodů
| Soutěž         | Vítězové | F   | SF  | ČF  | 16 v kole | 32 v kole | Q  | Q3 | Q2 | Q1 |
| -------------- | -------- | --- | --- | --- | --------- | --------- | -- | -- | -- | -- |
| dvouhra mužů   | 250      | 150 | 90  | 45  | 20        | 0         | 12 | 6  | 0  | 0  |
| mužská čtyřhra | 250      | 150 | 90  | 45  | 0         |           |    |    |    |    |
| ženská dvouhra | 470      | 320 | 200 | 120 | 60        | 1         | 20 | 12 | 8  | 1  |
| ženská čtyřhra | 470      | 320 | 200 | 120 | 1         |           |    |    |    |    |

### Finanční odměny
| Soutěž         | Vítězové | Finále  | Semifinále | Čtvrtfinále | 16 v kole | 32 v kole | Q3     | Q2     | Q1   |
| -------------- | -------- | ------- | ---------- | ----------- | --------- | --------- | ------ | ------ | ---- |
| dvouhra mužů   | $134 800 | $71 000 | $38 460    | $21 910     | $12 910   | $7 650    | $1 235 | $590   |      |
| čtyřhra mužů * | $40 960  | $21 530 | $11 670    | $6 670      | $3 910    |           |        |        |      |
| dvouhra žen    | $132 470 | $70 728 | $37 780    | $20 303     | $10 886   | $6 912    | $3 099 | $1 647 | $922 |
| čtyřhra žen *  | $41 468  | $22 116 | $12 090    | $6 162      | $3 342    |           |        |        |      |

* na pár

## Dvouhra mužů

### Nasazení
| Stát        | Hráč                | ATP1) | Nasazení |
| ----------- | ------------------- | ----- | -------- |
| Francie     | Richard Gasquet     | 10.   | 1.       |
| Itálie      | Andreas Seppi       | 22.   | 2.       |
| Srbsko      | Janko Tipsarević    | 24.   | 3.       |
| Ukrajina    | Alexandr Dolgopolov | 34.   | 4.       |
| Uzbekistán  | Denis Istomin       | 47.   | 5.       |
| Argentina   | Horacio Zeballos    | 48.   | 6.       |
| Portugalsko | João Sousa          | 49.   | 7.       |
| Francie     | Adrian Mannarino    | 59.   | 8.       |

- 1) Žebříček ATP k 7. říjnu 2013.

### Jiné formy účasti
Následující hráčí obdrželi divokou kartu do hlavní soutěže:
- Teimuraz Gabašvili
- Karen Chačanov
- Andrej Kuzněcov

Následující hráči postoupili z kvalifikace:
- Andrej Golubjev
- Aslan Karacev
- Michail Kukuškin
- Olexandr Nedovjesov

### Odhlášení
před zahájením turnaje
- Nikolaj Davyděnko
- Martin Kližan
- Lu Jan-sun
- Stanislas Wawrinka

### Skrečování
- Édouard Roger-Vasselin
- Filippo Volandri

## Mužská čtyřhra

### Nasazení
| Stát      | Hráč             | Stát      | Hráč              | ATP1 | Nasazení |
| --------- | ---------------- | --------- | ----------------- | ---- | -------- |
| Bělorusko | Max Mirnyj       | Rumunsko  | Horia Tecău       | 50.  | 1.       |
| Česko     | František Čermák | Slovensko | Filip Polášek     | 110. | 2.       |
| Polsko    | Tomasz Bednarek  | Itálie    | Daniele Bracciali | 112. | 3.       |
| Slovensko | Michal Mertiňák  | Brazílie  | André Sá          | 134. | 4.       |

- 1 Žebříček ATP k 7. říjnu 2013; číslo je součtem žebříčkového postavení obou členů páru.

### Jiné formy účasti
Následující páry obdržely divokou kartu do hlavní soutěže:
- Viktor Baluda /  Konstantin Kravčuk
- Aslan Karacev /  Andrej Kuzněcov

Následující pár do soutěže nastoupil z pozice náhardníka:
- Andrej Golubjev /  Horacio Zeballos

## Ženská dvouhra

### Nasazení
| Stát      | Hráčka                    | WTA1) | Nasazení |
| --------- | ------------------------- | ----- | -------- |
| Německo   | Angelique Kerberová       | 10    | 1        |
| Itálie    | Roberta Vinciová          | 11    | 2        |
| Rusko     | Maria Kirilenková         | 15    | 3        |
| Srbsko    | Ana Ivanovićová           | 16    | 4        |
| Rumunsko  | Simona Halepová           | 17    | 5        |
| Španělsko | Carla Suárezová Navarrová | 18    | 6        |
| Austrálie | Samantha Stosurová        | 20    | 7        |
| Rusko     | Světlana Kuzněcovová      | 22    | 8        |
| Slovensko | Dominika Cibulková        | 23    | 9        |

- 1) Žebříček WTA k 7. říjnu 2013.

### Jiné formy účasti
Následující hráčky obdržely divokou kartu do hlavní soutěže:
- Alisa Klejbanovová
- Xenija Pervaková

Následující hráčky postoupily z kvalifikace:
- Sofia Arvidssonová
- Vesna Doloncová
- Danka Kovinićová
- Arantxa Parraová Santonjaová
  -  Věra Duševinová – jako šťastná poražená

### Odhlášení
před zahájením turnaje
- Sara Erraniová
- Jelena Jankovićová
- Angelique Kerberová
- Petra Kvitová
- Jekatěrina Makarovová
- Urszula Radwańská

### Skrečování
- Magdaléna Rybáriková

## Ženská čtyřhra

### Nasazení
| Stát          | Hráčka             | Stát      | Hráčka                    | WTA1 | Nasazení |
| ------------- | ------------------ | --------- | ------------------------- | ---- | -------- |
| Slovensko     | Daniela Hantuchová | Rusko     | Jelena Vesninová          | 54.  | 1.       |
| Rusko         | Alla Kudrjavcevová | Austrálie | Anastasia Rodionovová     | 68.  | 2.       |
| Rusko         | Věra Duševinová    | Španělsko | Arantxa Parra Santonjaová | 72.  | 3.       |
| Spojené státy | Liezel Huberová    | Polsko    | Alicja Rosolská           | 77.  | 4.       |

- 1 Žebříček WTA k 7. říjnu 2013; číslo je součtem žebříčkového postavení obou členek páru.

### Jiné formy účasti
Následující páry obdržely divokou kartu do hlavní soutěže:
- Anastasia Buchanková /  Margarita Gasparjanová

### Skrečování
- Daniela Hantuchová

## Přehled finále

### Mužská dvouhra
- Richard Gasquet vs.  Michail Kukuškin, 4–6, 6–4, 6–4

### Ženská dvouhra
- Simona Halepová vs.  Samantha Stosurová, 7–6(7–1), 6–2

### Mužská čtyřhra
- Michail Jelgin /  Denis Istomin vs.  Ken Skupski /  Neal Skupski, 6–2, 1–6, [14–12]

### Ženská čtyřhra
- Světlana Kuzněcovová /  Samantha Stosurová vs.  Alla Kudrjavcevová /  Anastasia Rodionovová, 6–1, 1–6, [10–8]